# (15765) 1992 WU1
(15765) 1992 WU1 est un astéroïde de la ceinture principale d'astéroïdes découvert en 1992.

## Description
(15765) 1992 WU1 a été découvert le 18 novembre 1992 à l'observatoire astronomique Dynic, basé à Kyoto, au Japon, par Atsushi Sugie.

### Caractéristiques orbitales
L'orbite de cet astéroïde est caractérisée par un demi-grand axe de 2,59 UA, un périhélie de 1,70 UA, une excentricité de 0,34 et une inclinaison de 5,22° par rapport à l'écliptique. Du fait de ces caractéristiques, à savoir un demi-grand axe compris entre 2 et 3,2 UA et un périhélie supérieur à 1,666 UA, il est classé, selon la JPL Small-Body Database, comme objet de la ceinture principale d'astéroïdes.

### Caractéristiques physiques
(15765) 1992 WU1 a une magnitude absolue (H) de 14,7 et un albédo estimé à 0,291.